# 巴季若克河 (布德基夫卡河支流)
巴季若克河（烏克蘭語：Батіжок），是烏克蘭的河流，位於該國西部，屬於布德基夫卡河的右支流，流經文尼察州，河道全長7.6公里，河畔城鎮有甘尼夫卡和烏利亞尼夫卡。